# Megan Vanden Berghe
Megan Vanden Berghe (11 oktober 1997) is een Belgisch volleybalster.

## Levensloop
Vanden Berghe werd actief bij Hermes Oostende. Met deze club won ze in seizoen 2018-'19 de Beker van België en werd ze datzelfde seizoen vice-landskampioen. Na elf jaar bij Hermes sloot de libero voor seizoen 2019-'20 aan bij VDK Gent. Na een seizoen bij deze ploeg keerde ze terug naar haar jeugdclub. Sinds 2023-'24 komt ze uit voor Bevo Roeselare.